# هوانیتا ویلسن
هوانیتا ویلسن (انگلیسی: Juanita Wilson) کارگردان فیلم، تهیه‌کننده فیلم و فیلم‌نامه‌نویس اهل جمهوری ایرلند است.
از فیلم‌هایی که وی در آن‌ها نقش داشته‌است، می‌توان به انگار آن‌جا نیستم اشاره نمود.